# Sonate „Der 94. Psalm“

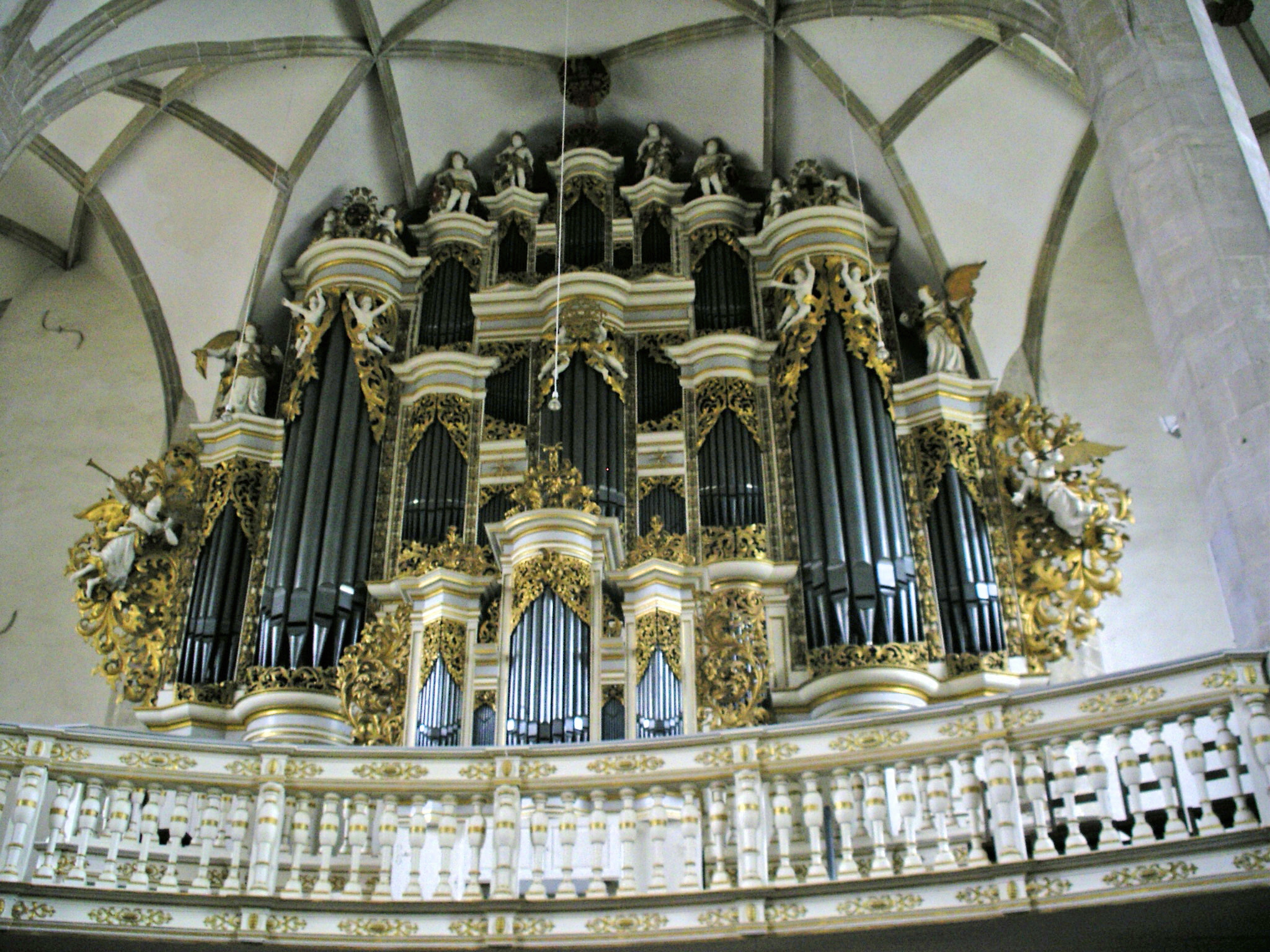
Ladegast-Orgel im Dom von Merseburg, Ort der Uraufführung

Die Sonate „Der 94ste Psalm“ in c-Moll ist eine Orgelsonate des deutschen Komponisten Julius Reubke. Sie gilt als ein Hauptwerk der romantischen Orgelmusik.

## Entstehung

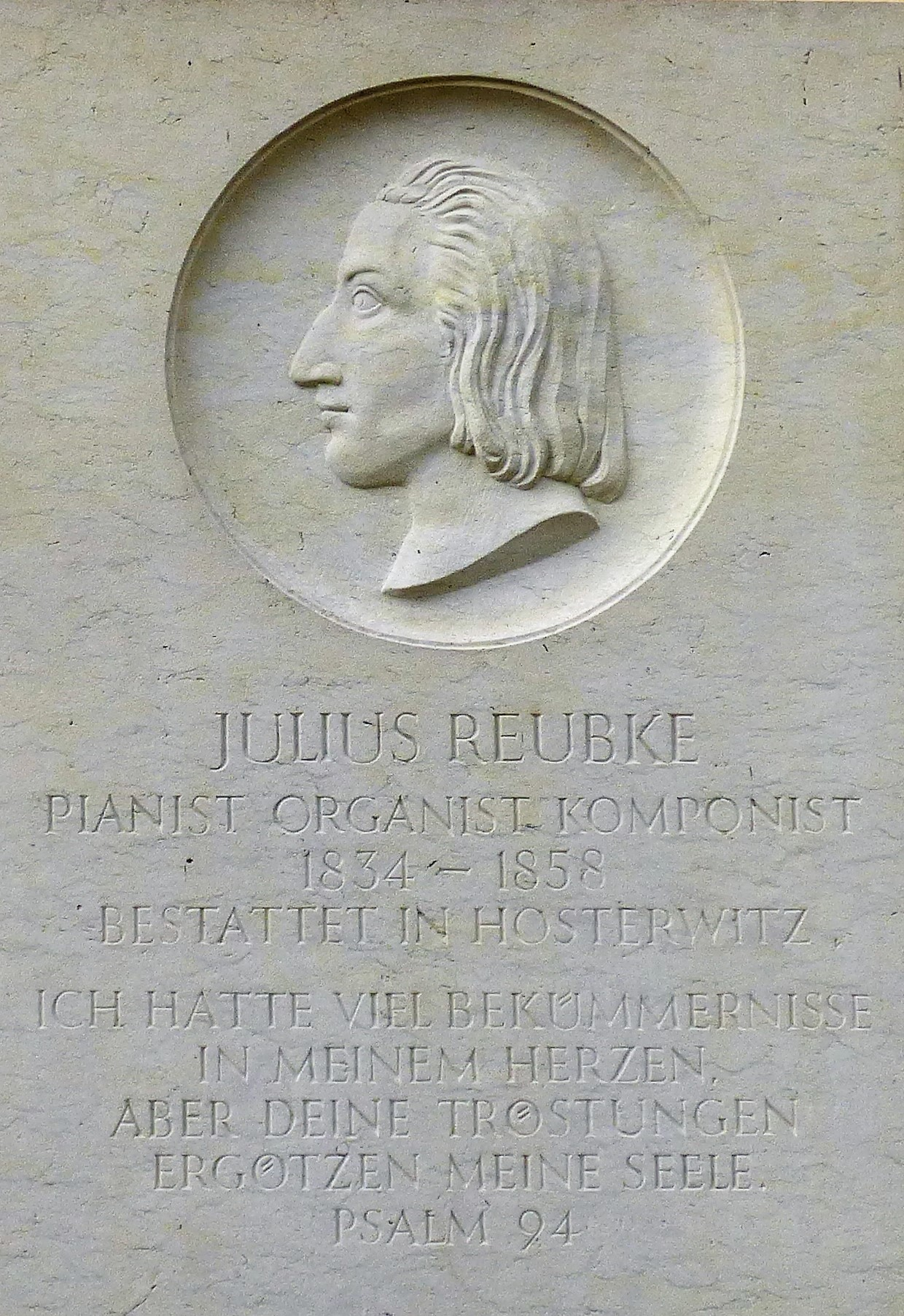
Reubke starb nur ein Jahr nach der Uraufführung 24-jährig an Tuberkulose. Der Gedenkstein von 2015 auf dem Kirchhof Hosterwitz zitiert einen „seiner“ Verse aus Psalm 94.

Reubke komponierte die Sonate während seines Klavier- und Kompositionsstudiums bei Franz Liszt in Weimar, zur selben Zeit wie sein zweites bedeutendes Werk, die Klaviersonate in b-Moll. Er beendete die Komposition der Orgelsonate im April 1857 und widmete sie Professor Carl Riedel. Die Uraufführung spielte er auf der Ladegast-Orgel des Merseburger Doms am 17. Juni 1857.

## Beschreibung
Die neun interpretierten Verse des 94. Psalms sind dem Notentext vorangestellt. Das düstere Klagelied inspiriert den Charakter des Werks. Es ist von Liszts Orgelfantasie über Ad nos, ad salutarem undam sowie seiner Klaviersonate in h-Moll angeregt. Wie bei Liszt greifen die drei Sätze ohne Pausen oder Zäsuren ineinander über. Das Werk ist sehr individuell gestaltet und es erfordert eine fortgeschrittene Pedaltechnik und einen bewussten Einsatz sämtlicher Orgelregister.
Reubkes Orgelsonate ist eine sinfonische Dichtung und gleichzeitig Programmmusik. Sie ist monothematisch aufgebaut: Das Anfangsthema des Stücks bildet die Grundlage für das gesamte restliche thematische Material. Nach dem einleitenden langsamen Teil folgt die Durchführung in „feurigem“ Allegro con fuoco. Im langsamen zweiten Satz werden die Bekümmernisse und die Tröstungen musikalisch ausgemalt. Der abschließende dritte Satz ist eine leidenschaftliche Fuge, in der das Gericht Gottes und der Sieg über das Böse klanglich dargestellt werden.
Im Vorwort zur Partitur schreibt Reubke: „Bei Ausführung dieser Sonate kommt sehr viel auf die richtige Wahl und Mischung der einzelnen Stimmen an. Zur vollkommenen Darstellung gehört eine Orgel mit mindestens drei Manualen. Eine nähere Angabe der gesamten Registratur ist nicht tunlich, da die Verschiedenheit der Orgeln in Betreff der Stimmenauswahl zu groß ist.“
(Grave – Larghetto)

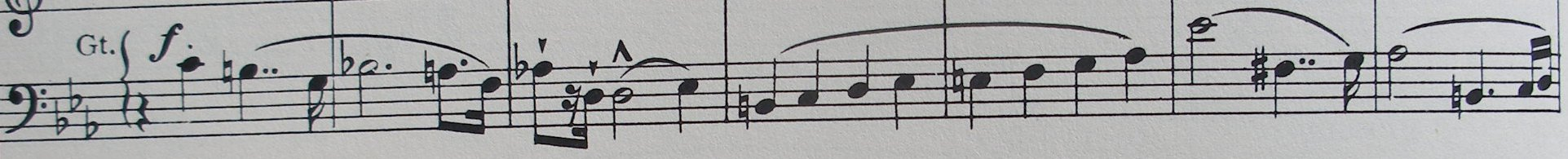
Thema der abschließenden Fuge

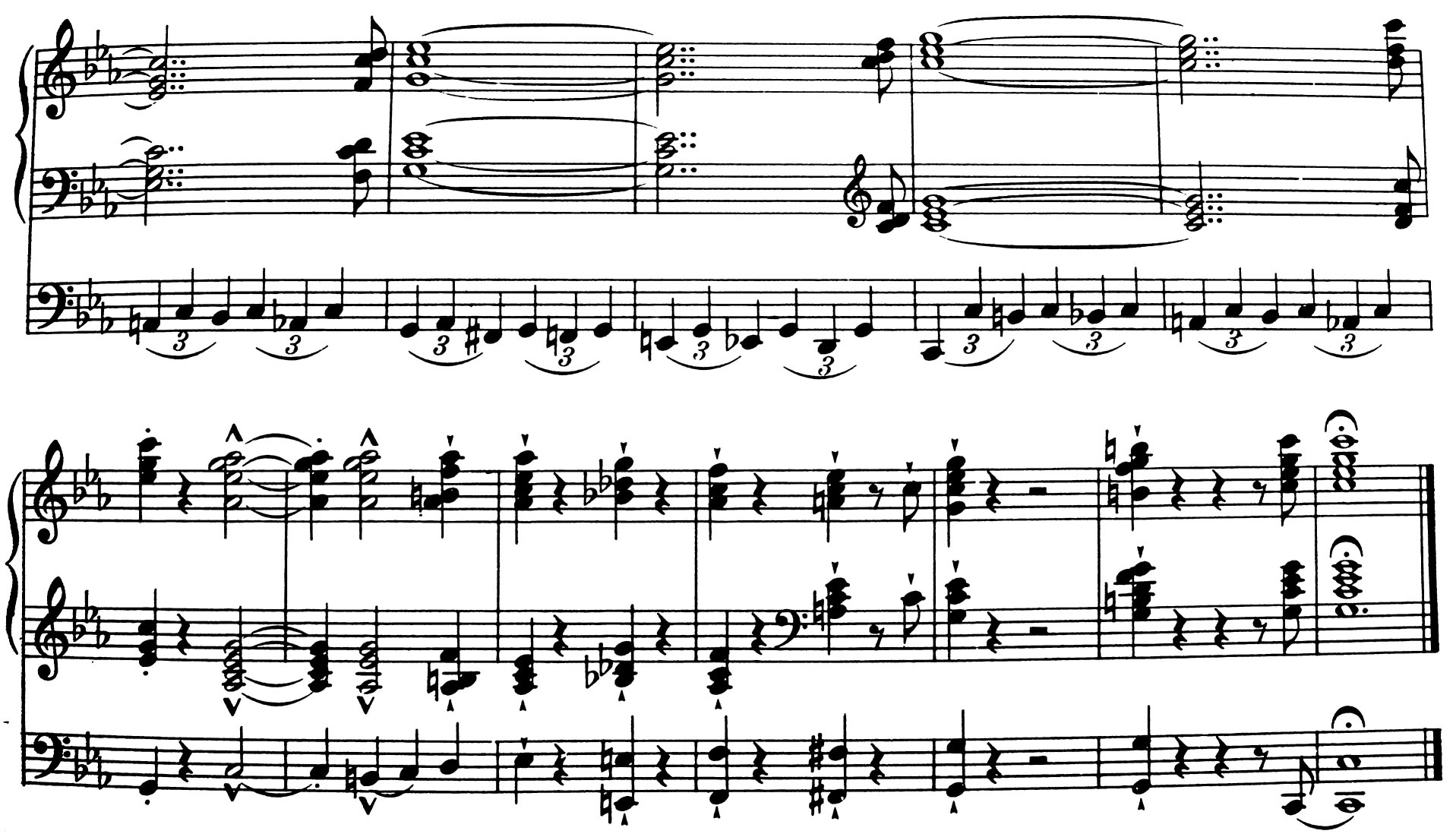
Finale der Sonate

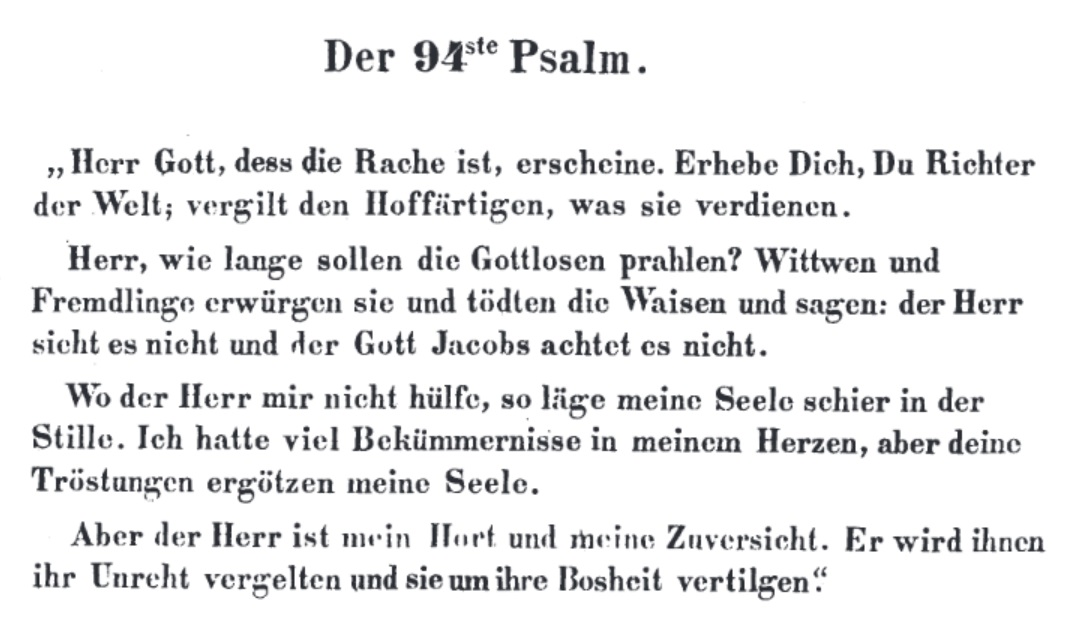
Die Psalmverse

Vers 1 Herr Gott, dess die Rache ist, erscheine.

Vers 2 Erhebe Dich, Du Richter der Welt; vergilt den Hoffärtigen, was sie verdienen.
(Allegro con fuoco)

Vers 3 Herr, wie lange sollen die Gottlosen prahlen?

Vers 6 Wittwen und Fremdlinge erwürgen sie und tödten die Waisen

Vers 7 und sagen: der Herr sieht es nicht und der Gott Jacobs achtet es nicht.
(Adagio)

Vers 17 Wo der Herr mir nicht hülfe, so läge meine Seele schier in der Stille.

Vers 19 Ich hatte viel Bekümmernisse in meinem Herzen, aber deine Tröstungen ergötzen meine Seele.
(Allegro)

Vers 22 Aber der Herr ist mein Hort und meine Zuversicht.

Vers 23 Er wird ihnen ihr Unrecht vergelten und sie um ihre Bosheit vertilgen.
Eine Aufführung dauert durchschnittlich etwa 25 Minuten.

## Rezeption
Hermann Keller wertete die Sonate als die bedeutendste Orgelkomposition des 19. Jahrhunderts. Nach Michael Veltman ist sie „nicht nur in musikalischer Hinsicht, sondern auch im Hinblick auf die spezifische Behandlung des Instrumentes die herausragende Orgelkomposition der neudeutschen Schule – neben den Werken Liszts – ...“.
Mehrere Autoren weisen darauf hin, dass die Sonate zwar in vieler Hinsicht dem Vorbild von Liszts Ad nos verpflichtet ist, aber auch darüber hinausgeht und Zeichen der Emanzipation gegenüber dem Lehrer aufweist. Reubkes Sonate sei in der Bildung unterschiedlicher Charaktere aus nur einem Thema variantenreicher, dabei aber in der monothematischen Durchdringung konsequenter, und die Form sei klarer und straffer als die des Vorbilds.